# هوهوخان، باد مهربان
هوهوخان، باد مهربان نام مجموعه انیمیشنی ایرانی ساخته مرکز پویانمایی صبا است. کارگردان این انیمیشن شهرام میر صادقی بوده و علیرضا قنبری، حسین سرآبادانی و مریم ثقفی انیماتورهای این مجموعه تلویزیونی بوده‌اند. لی‌اوت اثر را شهرام شیرزادی عهده‌دار بوده است. تولید این مجموعه تلویزیونی ۳ سال به طول انجامیده است.

## داستان
داستان این انیمیشن دربارهٔ هوهوخان بادی مهربان و با نشاط است که طی ماجراهای متفاوت در هر قسمت به شخصیت‌های دیگر مجموعه کمک می‌کند تا مشکلاتشان را حل کنند.